# Parabaeus africanus
Parabaeus africanus är en stekelart som beskrevs av Austin 1990. Parabaeus africanus ingår i släktet Parabaeus och familjen gallmyggesteklar. Inga underarter finns listade i Catalogue of Life.